# 좀끈끈이주걱
좀끈끈이주걱은 끈끈이귀개과의 여러해살이풀로 학명은 Drosera spatulata이다.

## 특징
2010년 한국에서 발견한 미기록종이며 일부에서는 끈끈이주걱을 복원하기 위해 잘못 씨 뿌려진 귀화식물로 보는 시각도 있다. 생김새는 잎 모양은 주걱 모양이며 뿌리에 뭉쳐나며 긴 잎자루가 있다. 햇빛을 충분히 받거나 영양 상태가 좋으면 붉은 빛을 띠며 그렇지 않을 경우 녹색 빛을 띤다. 7월경 분홍색 꽃이 총상꽃차례를 이루며 꽃대 위에 달린다. 열매는 삭과이다.

## 분포
끈끈이주걱과 달리 겨울잠을 자지 않기 때문에 겨울에도 따뜻하고 양지 바른 습지에 산다. 한국에서는 경상남도 거제 등지에 분포한다.

## 갤러리

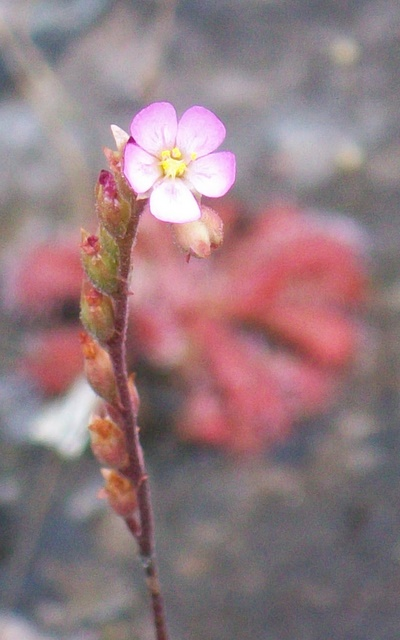
좀끈끈이주걱 꽃
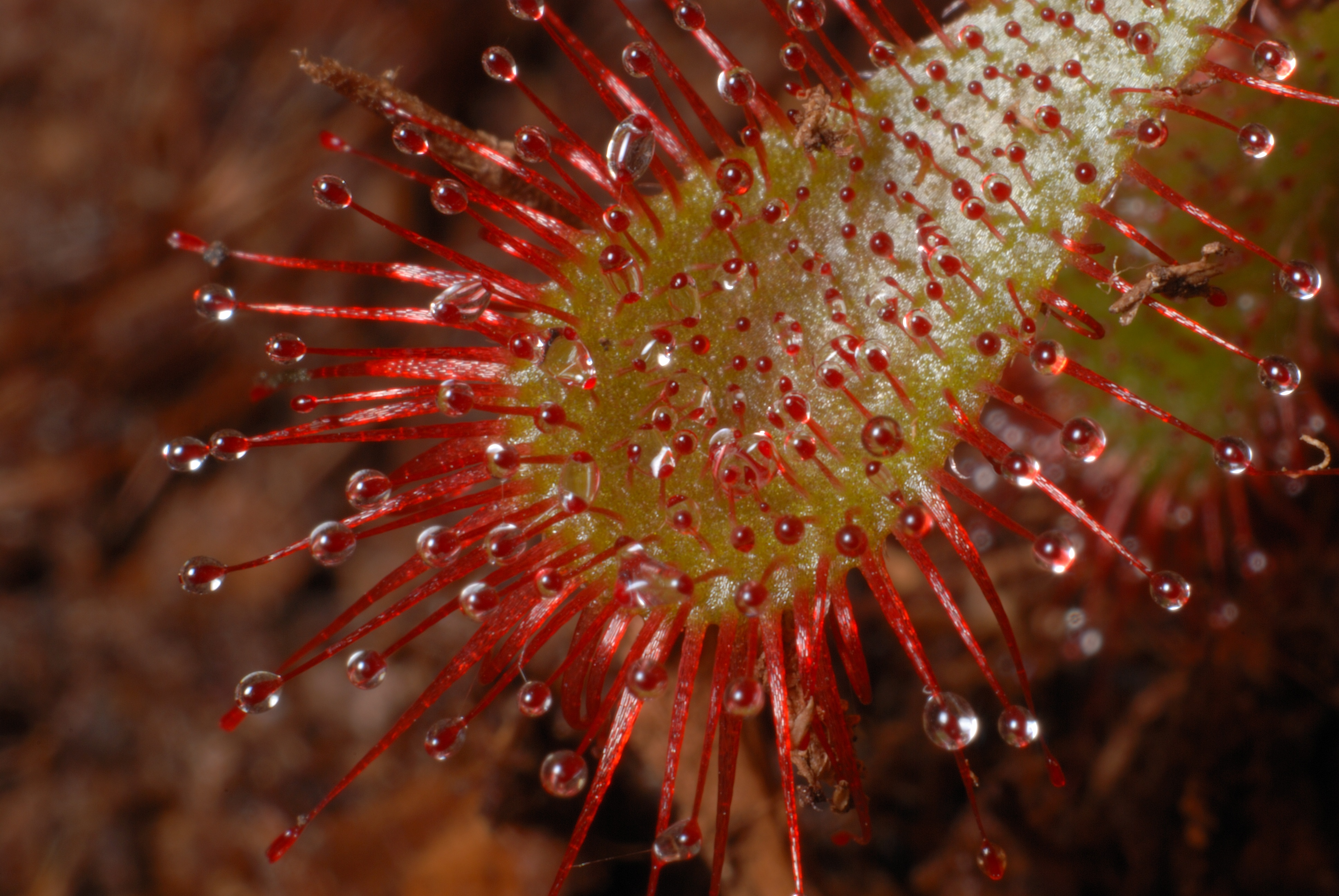
좀끈끈이주걱 잎